# 250P/Larson
250P/Larson, komet Jupiterove obitelji